# Adolf Link
Adolf Link, geboren als Link Sama, (* 15. September 1851 in Pest, heute Budapest, Königreich Ungarn; † 23. September 1933 in New York City) war ein ungarisch-amerikanischer Schauspieler bei Bühne und Film.

## Leben und Wirken
Adolf Link stand bereits im Alter von zehn Jahren auf der Bühne und trat erstmals am 25. Oktober 1861 am Budapester Stadttheater vor ein zahlendes Publikum. Kurz darauf soll er bei einem Besuch von Kaiser Franz Joseph I. in der ungarischen Metropole während einer günstigen Gelegenheit dem Monarchen einen Bittbrief überreicht haben, in dem er um Unterstützung bei seiner zukünftigen künstlerischen Ausbildung ersuchte. Der Kaiser soll daraufhin einen höheren Geldbetrag für diesen Zweck angewiesen und den zehnjährigen Jungen für Kinderrollen am Burgtheater weiterempfohlen haben. Links Karriere kam in der österreichischen Hauptstadt recht schnell in Gang. Er wurde an die Hofoper verpflichtet, wo er bis 1870 blieb. Anschließend ging er auf die Walz und spielte noch im selben Jahr am Stadttheater von Olmütz. 1871/72 kehrte Link für Rollen als jugendlicher Komiker nach Budapest zurück, war 1873/74 Ensemblemitglied des Wiener Stadttheaters und von 1874 bis 1876 am Breslauer Lobetheater beschäftigt. 1877 folgte Adolf Link einem Ruf an das Carl-Schultze-Theater nach Hamburg, kehrte jedoch noch im selben Jahr in die österreichische Hauptstadt zurück, um sich für drei Spielzeiten dem Theater an der Wien anzuschließen. Nebenbei konnte man ihn auch an der Komischen Oper sehen.
1881 verließ Adolf Link zum ersten Mal Europa und ging in die Vereinigten Staaten, um in New York am dortigen Thalia-Theater aufzutreten. Es folgte eine zweijährige Tournee durch Nordamerika, ehe Link 1883 nach Deutschland zurückkehrte. Hier wirkte er von 1883 bis 1886 am Berliner Walhalla-Operettentheater. Bereits in der folgenden Spielzeit 1887 kehrte er in die Vereinigten Staaten zurück. Anschließend, zwischen 1888 und 1890, unternahm Link Gastspielreisen durch das Deutsche Reich. In der Spielzeit 1890/91 schloss sich Adolf Link schließlich erstmals dem Ensemble des Hoftheaters zu Meiningen an und blieb dort zunächst bis 1893. Mit dem Meininger Ensemble ging der ungarische Künstler auch erneut auf Tournee und spielte unter anderem im südrussischen (heute ukrainischen) Odessa, wo man ihn zuletzt 1893 als Narr in einer Aufführung von Shakespeares Was ihr wollt sehen konnte. Danach erfolgte Links dritte Amerika-Reise, die ihn diesmal bis 1897 an das Irving-Place-Theater nach New York brachte. Eine weitere groß angelegte Gastspielreise schloss sich in den Jahren 1897 bis 1899 an.
Kurz vor der Jahrhundertwende, 1899, kehrte Adolf Link nach Meiningen, an die kleine, aber äußerst angesehene Spielstätte unter der Herrschaft des kunstsinnigen Herzogs Georg II. zurück und blieb dort bis 1912 Ensemblemitglied. In dieser Zeit sagte sich Link von Operettenrollen los und fokussierte sich ganz auf Charakter- und charakterkomische Rollen. Schon vor der Jahrhundertwende rühmte man seine Auftritte in Stücken wie Der Kaufmann von Venedig (als Shylock) oder Nathan der Weise (als Klosterbruder). „Als Komiker wird er ganz besonders geschätzt, und seine brillante via comica, sowie seine Gabe, fortwährend originelle Nuancen zu erfinden, rühmend anerkannt“ wie Eisenberg’s Großes Biographisches Lexikon der Bühne 1903 hervorhob.
1913 floh Adolf Link Hals über Kopf aus Deutschland und kehrte in die USA, diesmal zum vierten und letzten Mal, zurück. Den Grund dafür konnte man im Juli 1913 im Sachsen-Meiningischen Regierungsblatt nachlesen: „Gegen den früheren Hofschauspieler Adolf Link ... jetziger Aufenthalt New York, ist die Untersuchungshaft wegen fortgesetzter Sittlichkeitsverbrechen, begangen während der letzten fünf Jahre in Meiningen ... verhängt. Verhaftung bei Betreten des Deutschen Reiches … “. Links strafwürdiges Vergehen war ganz offensichtlich seine relativ unverhohlen ausgelebte Homosexualität. Erst 1921 wurde Links Steckbrief im Reich aufgehoben. Zu dieser Zeit hatte Adolf Link in den Vereinigten Staaten seine schauspielerischen Tätigkeiten längst fortgesetzt, im Kriegsjahr 1915 fand er ein neues, allerdings nur vorübergehendes Arbeitsfeld beim Stummfilm, ohne jedoch dort tiefergehende Spuren zu hinterlassen. In seinen späten Jahren war der naturalisierte Hungaro-Amerikaner auch als Übersetzer deutscher Theaterliteratur tätig. 1928 wurde Link in New York von einem Auto angefahren und dabei schwer verletzt. Danach konnte er kaum mehr arbeiten.

## Filmografie
- 1915: Sunday
- 1915: The Siren’s Song
- 1924: The Hoosier Schoolmaster